# Katarzyna Pikulska
Katarzyna Pikulska là một bác sĩ và nhà hoạt động tài trợ y tế người Ba Lan. Năm 2020, bà trở thành thành viên sáng lập Hội đồng Tư vấn (thành lập vào ngày 1 tháng 11 năm 2020).

## Giáo dục
Pikulska tốt nghiệp Đại học Y Warszawa năm 2010, chuyên ngành phẫu thuật chỉnh hình.

## Sự nghiệp y khoa
Tính đến  tháng 10 năm 2017, Pikulska là bác sĩ nội trú chuyên ngành phẫu thuật chỉnh hình trong một bệnh viện ở Lublin.
Pikulska đã thực hiện nhiệm vụ liên quan đến y tế ở Khu vực Kurdistan của Iraq vào năm 2016, tại các bệnh viện dã chiến cách chiến tuyến Iraq-ISIL 20 km. Nhiệm vụ y tế thứ hai mà bà đảm nhận tại Tanzania.
Năm 2018, bà dự định đến vùng Tây Phi để để hỗ trợ y tế cho vùng này. Bà cho rằng mục đích tham gia nhiệm vụ là để đến "những nơi mọi người thực sự cần giúp đỡ, những nơi mà công việc của bác sĩ được đánh giá cao" vì bà yêu công việc của mình.

## Hoạt động vì quyền y tế

### Cuộc tuyệt thực của bác sĩ thực tập năm 2017
Pikulska là thành viên của Công đoàn bác sĩ Ba Lan (tiếng Ba Lan: Ogólnopolskiego Związku Zawodowego Lekarzy) (viết tắt là OZZL), liên quan đến cuộc tuyệt thực bắt đầu vào ngày 2 tháng 10 năm 2017 của 20 bác sĩ tại một bệnh viện nhi ở Warszawa. Theo Pikulska, nguyên nhân của cuộc tuyệt thực là do 4 bác sĩ ở Ba Lan đã qua đời do làm việc quá sức trong vòng một tuần. Một trong những bác sĩ đã qua đời là đồng nghiệp của Pikulska sau ca trực kéo dài 37 giờ.
Các bác sĩ muốn nhà nước tài trợ ngân sách y tế tăng lên 6,8% tổng sản phẩm quốc nội Ba Lan trong vòng 3 năm và 9% trong vòng 10 năm. Họ cũng muốn dẹp thói quan liêu, tuyển nhiều nhân viên y tế hơn, điều kiện làm việc tốt hơn và lương cao hơn.
Một cuộc họp ủy ban y tế của Sejm (hạ viện của quốc hội Ba Lan) đến thăm bệnh viện. Pikulska nói rằng các bác sĩ tham gia tuyệt thực sẽ chỉ "ngồi và quan sát". Bà ấy cho rằng bác sĩ không phải là chính trị gia và không muốn trở thành chính trị gia. Bà tuyên bố rằng các chính trị gia đã cố gắng chính trị hóa cuộc biểu tình trong hai năm và đã thất bại. Bà và các bác sĩ khác mặc áo phông in dòng chữ "tuyệt thực". Cuộc họp không tìm được giải pháp cho các yêu cầu của bác sĩ.
Vào ngày 14 tháng 10, đài truyền hình nhà nước Telewizja Polska (TVP) đã phản ứng lại các cuộc biểu tình bằng cách đăng một tuyên bố trên News rằng Pikulska và các bác sĩ phản đối là những người giàu có, có những kỳ nghỉ sang trọng ở nước ngoài, lái xe hơi đắt tiền, sống bằng trứng cá muối và rượu vang, dựa trên các bức ảnh tìm thấy trên mạng.
Pikulska nói rằng chiếc xe đã được mượn trong vài giờ và gần đây bà đã bán chiếc xe 20 năm tuổi của mình và mua một chiếc xe 10 năm tuổi. Bà nói rằng bà đã ở Kurdistan và Tanzania trong khuôn khổ các chương trình trợ giúp y tế của Ba Lan, một chương trình do Bộ Ngoại giao Ba Lan trực tiếp quản lý. OKO.press nói rằng chính TVP đã đưa tin về nhiệm vụ y tế của bà khi bà đến Erbil, Khu vực Kurdistan của Iraq vào năm 2016.
Pikulska nói rằng báo cáo của TVP đã dẫn đến một làn sóng bắt nạt trực tuyến nhằm bôi nhọ danh dự và tên tuổi của bà và cho chìm xuồng các cuộc biểu tình. Pikulska cho rằng lời xin lỗi từ người đứng đầu TVP trên mạng xã hội Twitter là không đủ để tiếp cận công chúng và rằng lời xin lỗi đó nên được phát trong chương trình TVP. Pikulska đã kiện TVP, với phiên tòa đầu tiên vào ngày 19 tháng 11 năm 2019 và ngày 16 tháng 4 năm 2020.
Cuộc tuyệt thực tổng thể tiếp tục kéo dài đến ngày 30 tháng 10 năm 2017. Pikulska nhịn ăn trong 9 ngày. Hành động này đã nhận được sự ủng hộ của 200 bác sĩ khác trên khắp Ba Lan.

### Hội Bác sĩ Phẫu thuật Skalpel
Trong giai đoạn 2019–2020, Pikulska là người đứng đầu Hội Bác sĩ Phẫu thuật Skalpel (tiếng Ba Lan: Porozumienie Chirurgów Skalpel).

### Đại dịch COVID-19
Tháng 4 năm 2020, trong bối cảnh đại dịch COVID-19 tại Ba Lan, Hội Bác sĩ Phẫu thuật Skalpel đã khiếu nại (ombudsperson) Konstanty Radziwiłł và Bộ trưởng Bộ Y tế Łukasz Szumowski, cáo buộc họ đã cố tình để SARS-CoV-2 lây nhiễm cho bệnh nhân và nhân viên y tế, do đó gây rủi ro cho sức khỏe và tính mạng của bệnh nhân và nhân viên y tế; vi phạm Quy tắc đạo đức nghề nghiệp của bác sĩ; Đối với Bộ trưởng Szumowski thì ông không thực hiện hết trách nhiệm của mình. Các cáo buộc cụ thể bao gồm "vô trách nhiệm" trong việc tổ chức cuộc bầu cử tổng thống Ba Lan năm 2020; "nói dối về bác sĩ"; "làm sai lệch tình trạng dịch bệnh ở Ba Lan". Pikulska tuyên bố rằng "toàn bộ cộng đồng y tế" không đồng ý với khuyến nghị của ông Szumowski khi rằng cuộc bầu cử có thể được tổ chức, và coi khuyến nghị này như một sự cố ý tạo ra nguy cơ lây nhiễm cho người dân Ba Lan và khiến họ bị nhiễm bệnh. Bà tuyên bố rằng nếu cuộc bầu cử được tổ chức, thì đây là hành động vi hiến và chính phủ phải bị trừng phạt. Pikulska nói rằng số ca nhiễm SARS-CoV-2 và tử vong do COVID-19 bị đánh giá thấp.
Vào tháng 7 năm 2020, trước cuộc đình công của nhân viên y tế được lên kế hoạch vào ngày 8 tháng 8, Pikulska trao đổi với giới truyền thông rằng cuộc đình công này kêu gọi tăng tài trợ y tế Ba Lan lên ít nhất 6,8% GDP Ba Lan. Pikulska mô tả tình hình hệ thống y tế ở Ba Lan là rất nguy cấp. Bà cho rằng "tiền đã bị lãng phí vào việc mua thiết bị y tế không kiểm soát" và "bệnh nhân [đang] chết trong lúc chờ đợi [được khám], nguyên nhân là do sự hỗn loạn và vô tổ chức trong hệ thống y tế".

## Hội đồng tư vấn
Năm 2020, Pikulska trở thành thành viên sáng lập Hội đồng Tư vấn (thành lập vào ngày 1 tháng 11 năm 2020).